# Фернандо де ла Руа
Ферна́ндо де ла Ру́а (ісп. Fernando de la Rúa, нар. 15 вересня 1937 — пом. 9 липня 2019) — аргентинський політик і юрист. Займав посаду президента Аргентини у 1999—2001 роках.

## Біографія
Закінчив Національний університет Кордови, де вивчав право. 1973 року був обраний до Сенату від Громадянського радикального союзу. 1976 року балотувався на пост віце-президенти разом із Рікардо Бальбіном й посів друге місце. Після чергового військового перевороту викладав в Університеті Буенос-Айреса. 1996 року став першим обраним мером Буенос-Айреса та завоював популярність на цьому посту.
1999 року був обраний президентом, набравши 48,37 % голосів проти 38,27 % у найближчого опонента Едуардо Дуальде (вибори проходили в один тур). Відзначається, що немалу роль в його обранні відіграла одіозність чинного президента Карлоса Менема, чиїм однопартійцем був Дуальде. Перед виборами де ла Руа обіцяв боротись з корупцією, злочинністю та безробіттям, однак пообіцяв зберегти створену за Менема неоліберальну економічну модель. Однак саме за часів його президентства основні економічні показники Аргентини погіршились: економіка увійшла в стадію стагнації, державний борг зріс до понад 100 мільярдів доларів, відбувалось зростання дефіциту бюджету й безробіття. Влітку 2001 року кредитні рейтинги Аргентини були знижені, що призвело до подальшого ускладнення фінансового положення. Невдовзі очолюваний де ла Руа уряд зіткнувся з проблемою повернення кредитів і був змушений вдатись до непопулярних заходів економії (скорочення зарплатні держслужбовцям і пенсій), що призвело до масових заворушень. 3 грудня було введено ліміт на зняття грошей з банківських рахунків, а 12 грудня уряд не зміг виплатити 1,4 мільйони пенсій, оскільки готівка була задіяна у процесі погашення кредитів. Паралельно у країні проходили масові акції протесту й загальнонаціональні страйки проти політики уряду й особисто де ла Руа та міністра економіки Домінго Кавальйо. До 20 грудня у сутичках з поліцією загинуло 20 осіб, й наступного дня де ла Руа пішов у відставку. 23/24 грудня в.о. президента оголосив про дефолт за зовнішніми зобов'язаннями на загальну суму 132 мільярди доларів.
Після відставки полишив політичну кар'єру. Притягався до судового розгляду у справі про загибель протестувальників під час заворушень, але його було виправдано.
1 січня 2019 року де ла Руа було госпіталізовано через проблеми з серцево-судинною системою і нирками. Провівши у лікарні декілька місяців, він помер 9 липня 2019 року. Через смерть екс-президента в Аргентині було оголошено триденну жалобу. Похорон відбувся у Палаті депутатів. Фернандо де ла Руа було поховано на меморіальному цвинтарі у м. Пілар, що у провінції Буенос-Айрес.